# フアン・アーチュレッタ
フアン・アーチュレッタ（Juan Archuleta、1987年9月13日 - ）は、アメリカ合衆国の総合格闘家。カリフォルニア州スルタナ出身。ザ・トレイニング・ラボ/コブラカイ・ヴィクタービル所属。現BORROKAフェザー級王者。第5代RIZINバンタム級王者。第8代Bellator世界バンタム級王者。元KOTC世界ジュニアウェルター級王者。元KOTC世界ライト級王者。元KOTC世界バンタム級王者。元KOTC世界フライ級王者。ファン・アルチュレタとも表記される。

## 経歴
カリフォルニア州スルタナでスペイン系とメキシコ系の両親との間に生まれる。幼少期からレスリングを経験し、サクラメントシティ・カレッジ時代はNJCAAオールアメリカンに輝き、パデュー大学に編入してからはNCAAディビジョン1で活躍した。

### 総合格闘技
2013年、プロ総合格闘技デビュー。King of the Cage（KOTC）を主戦場とし、2016年にKOTCライト級、バンタム級、フライ級王座、2017年にKOTCジュニアウェルター級王座を獲得し、KOTC四階級制覇を達成した。

### Bellator
2018年3月2日、Bellator初参戦となったBellator 195でウィリアム・ジョプリンと対戦し、3-0の判定勝ち。
2019年6月15日、Bellator 222で元Bellatorバンタム級王者のエドゥアルド・ダンタスと対戦し、2R終了間際に右フックでダンタスを失神させてKO勝ち。
2019年9月28日、Bellator 228のフェザー級ワールドグランプリ1回戦として行われたBellator世界フェザー級タイトルマッチで王者パトリシオ・ピットブルと対戦し、0-3の5R判定負け。王座獲得に失敗した。

#### Bellator世界王座獲得
2020年9月13日、Bellator 246のBellator世界バンタム級王座決定戦でパトリック・ミックスと対戦。1R、2Rはグラウンドのポジショニングで劣勢に立たされたものの、3R以降はスタンドの攻防で巻き返して優勢となり、3-0の5R判定勝ち。王座獲得に成功し、第7代Bellatorバンタム級王者となった。

#### 世界王座陥落
2021年5月7日、Bellator 258のBellator世界バンタム級タイトルマッチでバンタム級ランキング1位の挑戦者セルジオ・ペティスと対戦し、0-3の5R判定負け。王座から陥落した。
2022年4月23日、Bellator 279のBellatorバンタム級ワールドグランプリ1回戦として行われたBellator世界バンタム級暫定王座決定戦でバンタム級ランキング3位のラウフェオン・ストッツと対戦し、3Rにハイキックでダウンを奪われ、グラウンドの肘打ち連打でKO負け。王座獲得に失敗した。
2022年10月1日、 Bellator 286: Pitbull vs. Boricsで、UFCのTUFラテンアメリカ2優勝者のエンリケ・バルソラと対戦し、3-0の判定勝ちを収めた。

### RIZIN
2022年12月31日、RIZIN初参戦となったRIZIN.40のRIZIN×BELLATOR全面対抗戦・次鋒戦で元ROAD FC 2階級王者のキム・スーチョルと対戦し、互角の戦いとなるも2-1の判定勝ちを収めた。
2023年5月6日、RIZIN.42で井上直樹と対戦し、序盤は苦戦するも徐々に盛り返し、ほぼ互角の激闘の展開の末、3-0の判定勝ちを収め、RIZINバンタム級王座決定戦へ進出した。試合後、アーチュレッタは「この試合が今までの格闘技人生で一番キツイ試合でした。ダントツにです。本当に途中でもうダメかと思った試合でした」と語った。

#### RIZINバンタム級王座獲得
2023年7月30日、超RIZIN.2のRIZINバンタム級王座決定戦で元修斗フライ級王者の扇久保博正と対戦し、3-0の判定勝ちを収め、アメリカ人史上初のRIZIN王座獲得に成功し、第5代RIZINバンタム級王者となった。当初は朝倉海との対戦が予定されていたが、朝倉の負傷欠場により対戦相手が1週間前に急遽代打出場の扇久保に変更された。

#### RIZINバンタム級王座剥奪
2023年12月31日、RIZIN.45のRIZINバンタム級タイトルマッチにて、挑戦者で元RIZINバンタム級王者の朝倉海と対戦。しかし、アーチュレッタが試合前にウイルス感染による感染症・腸炎となり、それに伴う発熱・腹痛・腰痛などによって体調不良を起こした。そのため計量前日まで1週間近く安静状態が続き、さらに前日計量前の水抜き時にリミットまで残り1.2kgの時点で身体の防衛反応から汗が一切出なくなるというトラブルが重なり、最終的に前日計量で契約体重を2.8kgオーバー。キャリア初の計量失敗となり、ベルトは剥奪となった。
その後、両者が試合成立を望んだことで、朝倉が勝利した場合のみ王座獲得、アーチュレッタが勝利した場合は無効試合となり王座は空位というルールとなった。さらにアーチュレッタは試合開始時にレッドカード（判定基準50％を失い、判定勝ちがほぼ不可能）が1枚提示された状態でのスタートとなった。また、試合を成立させるための最後の条件として、朝倉陣営が、『試合までの戻し体重幅を68.0kgまでと制限し、アーチュレッタのみが試合開始1時間前に当日計量を行って68kg以下でクリアした場合に試合を実施する』という条件を出し、それにアーチュレッタが合意。以降は体重をキープするために試合1時間前まで食事と水を摂取せず、朝倉陣営立ち会いの元、JMOC管理下で体重計に乗り68kg以下をクリアしたことで、試合成立となった。
試合は、レッドカードにより判定勝ちが不可能なため、KOを狙ってアグレッシブに前に出続けたが、2Rにカウンターの膝蹴りを腹に受けてダウンし、そのままパウンドを受けてTKO負けを喫した。
試合後インタビューでは、「キャンプは順調だったが病気にかかってしまい、なぜ自分にこんな事が起こってしまったのか…。でも、自分は皆のために試合を諦めたくなかったので色んなものと戦いながらやってきたが、計量を大失敗してしまった。ただ、チケットを買ってくれた皆様は試合を見る権利があるので、そのために最大限の努力をして試合を成立させました。チャンピオンだからという責任もありました。その上で全力で戦いましたが自分の思うような結果にはなりませんでした。レッドカードが最初から出ていたので自分は前に出るしかなかった。今回、自分がコントロールできなかった部分での計量失敗によってタイトルを失ってしまったけど、日本で試合をすることが大好きなので、RIZINでキャリアを終えてもいいと思っているくらいです。再び機会が与えられるならまたここで戦いたいです」と話した。
2024年4月、RIZINと専属契約を結び、正式にRIZIN専属契約選手となった。「これからはRIZINのみで戦うことになり、RIZINを背負って戦えることを光栄に思うと同時に誇りに思います」「日本のMMAを代表して、RIZINがもっと大きくなる手助けをしたいと思います」とコメントした。
2024年6月9日、RIZIN.47で階級をフェザー級に戻し、前RIZINフェザー級王者のクレベル・コイケと対戦。1Rにヒールフックで一本負けを喫した。
2024年9月29日、RIZIN.48で11戦11勝無敗（11フィニッシュ）のラジャブアリ・"イーグル"・シェイドゥラエフと対戦し、1Rに腕ひしぎ十字固めで一本負けを喫した。なおこの試合はアーチュレッタが前日計量で2.9kgオーバーしたことで試合が中止の危機となったが、対戦相手のシェイドゥラエフが「相手が何kgでも全然問題ないので試合がしたい」と話したことで、アーチュレッタにレッドカードが提示された状態かつアーチュレッタが勝利した場合はノーコンテストとなる条件で試合が行われた。試合後にアーチュレッタは「まずファンとRIZIN関係者の皆様に深くお詫びを申し上げたいです。今回は何かを言う余地は無く、すべて私自身の問題でした。次回は今までのように10日前に来日してしっかりと調整をしたいと思いますので、こういったことはもう2度と起こらないと誓います。この気持を深く心に留めて、この場でもファンに改めてお詫びをさせていただきたいと思います」と謝罪した。

## 人物・エピソード
- 学問上の問題により大学でレスリングを続けることが不適格と見なされ、これが原因でアルコール依存症に陥るなど生活が荒み、犯罪行為で刑務所に1年間収監された[20]。
- 既婚者であり、二男一女を儲けている。
- RIZINで試合をした後は、何週間も日本に滞在して家族で日本中を回り、日本の文化・生活に触れる旅を行うことが恒例となっている。

## 戦績
| 総合格闘技 戦績 | 総合格闘技 戦績 | 総合格闘技 戦績 | 総合格闘技 戦績 | 総合格闘技 戦績 | 総合格闘技 戦績 | 総合格闘技 戦績 |
| --------------- | --------------- | --------------- | --------------- | --------------- | --------------- | --------------- |
| 37 試合         | (T)KO           | 一本            | 判定            | その他          | 引き分け        | 無効試合        |
| 30 勝           | 12              | 1               | 17              | 0               | 0               | 0               |
| 7 敗            | 2               | 3               | 2               | 0               | 0               | 0               |

| 勝敗 | 対戦相手                         | 試合結果                                        | 大会名 | 開催年月日     |
|      | ホゼ・ジョンソン                 | 試合前                                          | XFC53 【BORROKAフェザー級タイトルマッチ】                                                                              | 2025年9月20日  |
| ○    | デニス・リントン                 | 2R 0:30 KO（飛び膝蹴り)                         | BORROKA 3 【BORROKAフェザー級王座決定戦】                                                                              | 2025年6月21日  |
| ×    | ラジャブアリ・シェイドゥラエフ   | 1R 3:10 アームバー                              | RIZIN.48 | 2024年9月29日  |
| ×    | クレベル・コイケ                 | 1R 2:25 ヒールフック                            | RIZIN.47 | 2024年6月9日   |
| ×    | 朝倉海                           | 2R 3:20 TKO（ボディへの膝蹴り→パウンド）        | RIZIN.45 【RIZINバンタム級タイトルマッチ】                                                                             | 2023年12月31日 |
| ○    | 扇久保博正                       | 5分3R終了 判定3-0                               | 超RIZIN.2 【RIZINバンタム級王座決定戦】                                                                                | 2023年7月30日  |
| ○    | 井上直樹                         | 5分3R終了 判定3-0                               | RIZIN.42 | 2023年5月6日   |
| ○    | キム・スーチョル                 | 5分3R終了 判定2-1                               | RIZIN.40 【RIZIN×BELLATOR全面対抗戦 次鋒戦】                                                                           | 2022年12月31日 |
| ○    | エンリケ・バルソラ               | 5分3R終了 判定3-0                               | Bellator 286: Pitbull vs. Borics                                                                                       | 2022年10月1日  |
| ×    | ラウフェオン・ストッツ           | 3R 0:16 KO（左ハイキック→グラウンドでの肘打ち） | Bellator 279: Cyborg vs. Blencowe 2 【Bellator世界バンタム級暫定王座決定戦/Bellatorバンタム級ワールドグランプリ1回戦】 | 2022年4月23日  |
| ×    | セルジオ・ペティス               | 5分5R終了 判定0-3                               | Bellator 258: Archuleta vs. Pettis 【Bellator世界バンタム級タイトルマッチ】                                            | 2021年5月7日   |
| ○    | パトリック・ミックス             | 5分5R終了 判定3-0                               | Bellator 246: Archuleta vs. Mix 【Bellator世界バンタム級王座決定戦】                                                   | 2020年9月12日  |
| ○    | ヘンリー・コラレス               | 5分3R終了 判定3-0                               | Bellator 238: Budd vs. Cyborg                                                                                          | 2020年1月25日  |
| ×    | パトリシオ・ピットブル           | 5分5R終了 判定0-3                               | Bellator 228: Pitbull vs. Archuleta 【Bellator世界フェザー級タイトルマッチ/Bellatorフェザー級ワールドグランプリ1回戦】 | 2019年9月28日  |
| ○    | エドゥアルド・ダンタス           | 2R 4:59 KO（右フック）                          | Bellator 222: MacDonald vs. Gracie                                                                                     | 2019年6月15日  |
| ○    | リッキー・バンデハス             | 5分3R終了 判定3-0                               | Bellator 214: Fedor vs. Bader                                                                                          | 2019年1月27日  |
| ○    | ジェレミー・スプーン             | 5分3R終了 判定3-0                               | Bellator 210: Njokuani vs. Salter                                                                                      | 2018年11月30日 |
| ○    | ロビー・ペラルタ                 | 3R 0:14 KO（右フック→パウンド）                 | Bellator 201: Macfarlane vs. Lara                                                                                      | 2018年6月30日  |
| ○    | ウィリアム・ジョプリン           | 5分3R終了 判定3-0                               | Bellator 195: Caldwell vs. Higo                                                                                        | 2018年3月2日   |
| ○    | マーク・ディックマン             | 4R終了時 TKO（棄権）                            | KOTC: Conquistadors 【KOTC世界バンタム級タイトルマッチ】                                                               | 2017年12月3日  |
| ○    | アデル・アルタミミ               | 1R 4:23 TKO                                     | KOTC: Never Quit 【KOTC世界ジュニアウェルター級タイトルマッチ】                                                        | 2017年9月2日   |
| ○    | ヴィータウタス・サダウスカス     | 5分5R終了 判定3-0                               | KOTC: Baltic Tour 【KOTC世界バンタム級タイトルマッチ】                                                                 | 2017年4月18日  |
| ○    | ブランドン・ヘイスティングス     | 1R 0:24 TKO（腕の負傷）                         | KOTC: Supernova 【KOTC世界ライト級タイトルマッチ】                                                                     | 2017年3月18日  |
| ○    | デリック・マンデル               | 5分5R終了 判定3-0                               | KOTC: Warranted Aggression 【KOTC世界フライ級タイトルマッチ】                                                          | 2016年12月18日 |
| ○    | ジェイ・ボーガン                 | 1R終了時 TKO（負傷）                            | CFL 9 【CFLフェザー級王座決定戦】                                                                                      | 2016年10月22日 |
| ○    | ジョーダン・グリフィン           | 5分5R終了 判定3-0                               | KOTC: Destructive Intent 【KOTC世界バンタム級タイトルマッチ】                                                          | 2016年7月23日  |
| ○    | クリス・ティックル               | 2R 0:41 TKO                                     | KOTC: Firefight 【KOTC世界ライト級タイトルマッチ】                                                                     | 2016年6月4日   |
| ○    | エミリオ・チャベス               | 5分3R終了 判定3-0                               | SMASH Global 3 | 2016年3月24日  |
| ○    | ルイス・ゲーラ                   | 3R 2:39 TKO                                     | TFE: No Fear 【TFEフェザー級王座決定戦】                                                                               | 2016年1月23日  |
| ○    | アンドリュー・ネイティヴィダド   | 5分3R終了 判定3-0                               | CFL 5 | 2015年11月21日 |
| ○    | アルフレッド・カシャキアン       | 5分3R終了 判定3-0                               | Lights Out @ Sportsmen's Lodge: Fight Night 4                                                                          | 2015年10月23日 |
| ○    | アレックス・バルデス             | 3R 0:13 ダースチョーク                          | Gladiator Challenge: Collision Course                                                                                  | 2015年10月10日 |
| ×    | アンドレス・ポンス               | 2R 0:53 三角絞め                                | WSOF 19: Gaethje vs. Palomino                                                                                          | 2015年3月28日  |
| ○    | ラルフ・アコスタ                 | 5分3R終了 判定2-1                               | Gladiator Challenge: Season's Beatings 【Gladiator Challengeバンタム級タイトルマッチ】                                 | 2014年11月22日 |
| ○    | ヴァレンティーノ・ビーティー     | 1R 2:30 TKO                                     | Gladiator Challenge: Carnage                                                                                           | 2014年10月11日 |
| ○    | ケイシー・ドイル                 | 1R 0:46 TKO                                     | Gladiator Challenge: Payback                                                                                           | 2014年8月30日  |
| ○    | ジャスティン・サンティステヴァン | 3R 1:25 TKO                                     | Gladiator Challenge: Night of the Champions                                                                            | 2014年7月19日  |
| ○    | デイビッド・デュラン             | 5分3R終了 判定3-0                               | BAMMA Badbeat 10 | 2013年8月9日   |

## 獲得タイトル
- Gladiator Challengeバンタム級王座（2014年）
- 第18代King of the Cage世界ライト級王座（2016年）
- 第13代King of the Cage世界バンタム級王座（2016年）
- 第14代King of the Cage世界フライ級王座（2016年）
- TFEフェザー級王座（2016年）
- CFLフェザー級王座（2016年）
- 第15代King of the Cage世界ジュニアウェルター級王座（2017年）
- 第8代Bellator世界バンタム級王座（2020年）
- 第5代RIZINバンタム級王座（2023年）
- 初代BORROKAフェザー級王座（2025年）

### 試合映像
1. ↑  『【試合映像】Full Fight | キム・スーチョル vs. フアン・アーチュレッタ / Soo Chul Kim vs. Juan Archuleta - RIZIN.40』RIZIN公式YouTubeチャンネル、2022年。
2. ↑  『【試合映像】Full Fight | 井上直樹 vs. フアン・アーチュレッタ / Naoki Inoue vs. Juan Archuleta - RIZIN.42』RIZIN公式YouTubeチャンネル、2023年。
3. ↑  『【試合映像】フアン・アーチュレッタ vs. 扇久保博正 / Juan Archuleta vs. Hiromasa Ougikubo - 超RIZIN.2』RIZIN公式YouTubeチャンネル、2023年。
4. ↑  『【試合映像】Full Fight | フアン・アーチュレッタ vs 朝倉海 / Juan Archuleta vs. Kai Asakura - RIZIN.45』RIZIN公式YouTubeチャンネル、2023年。
5. ↑  『【試合映像】クレベル・コイケ vs. フアン・アーチュレッタ / Kleber Koike vs. Juan Archuleta - RIZIN.47』RIZIN公式YouTubeチャンネル、2024年。
6. ↑  『【試合映像】フアン・アーチュレッタ vs. ラジャブアリ・シェイドゥラエフ / Juan Archuleta vs. Razhabali Shaidulloev -RIZIN.48』RIZIN公式YouTubeチャンネル、2024年。

### 補足映像
1. ↑  『【番組】RIZIN CONFESSIONS #114（※試合映像＆フアン・アーチュレッタとキム・スーチョルによる試合振り返りドキュメンタリー番組）』RIZIN公式YouTubeチャンネル、2022年。
2. ↑  『【番組】RIZIN CONFESSIONS #125（※試合映像＆井上直樹とフアン・アーチュレッタによる試合振り返りドキュメンタリー番組）』RIZIN公式YouTubeチャンネル、2023年。
3. ↑  『【番組】RIZIN CONFESSIONS #130（※試合映像＆フアン・アーチュレッタと扇久保博正による試合振り返りドキュメンタリー番組）』RIZIN公式YouTubeチャンネル、2023年。
4. ↑  『【番組】RIZIN CONFESSIONS #140（※試合映像＆朝倉海とフアン・アーチュレッタによる試合振り返りドキュメンタリー番組）』RIZIN公式YouTubeチャンネル、2023年。
5. ↑  『【番組】RIZIN CONFESSIONS #152（※番組内で試合映像＆フアン・アーチュレッタとクレベル・コイケによる試合振り返りドキュメンタリー番組）』RIZIN公式YouTubeチャンネル、2024年。
6. ↑  『【番組】RIZIN CONFESSIONS #164（※番組内で試合映像＆ラジャブアリ・シェイドゥラエフとフアン・アーチュレッタによる試合振り返りドキュメンタリー番組）』RIZIN公式YouTubeチャンネル、2024年。